# 2007 (szám)
A 2007 (kétezer-hét) (római számmal: MMVII) a 2006 és 2008 között található természetes szám.

## A matematikában
A tízes számrendszerbeli 2007-es a kettes számrendszerben 11111010111, a nyolcas számrendszerben 3727, a tizenhatos számrendszerben 7D7 alakban írható fel.
A 2007 páratlan szám, összetett szám. Kanonikus alakja 32 · 2231, normálalakban a 2,007 · 103 szorzattal írható fel. Hat osztója van a természetes számok halmazán, ezek növekvő sorrendben: 1, 3, 9, 223, 669 és 2007.
Tizenötszögszám.
Harmincöt szám valódiosztó-összegeként áll elő, közülük a legkisebb a 6009.